# ناحیه المنصوره (استان برج بوعریریج)
ناحیه المنصوره (ولایه برج بوعریریج) (به عربی: دائرة المنصورة) یک ناحیه در الجزایر است که در استان برج بوعریریج واقع شده‌است.